# Helina fallax
Helina fallax är en tvåvingeart som först beskrevs av Stein 1911.  Helina fallax ingår i släktet Helina och familjen husflugor.
Artens utbredningsområde är Peru. Inga underarter finns listade i Catalogue of Life.